# Helmuth Stocker
Helmuth Stocker (* 10. Oktober 1938 in Salzburg; † 30. Oktober 2021 in Salzburg) war ein österreichischer Politiker (SPÖ) und Sozialversicherungsangestellter. Stocker war von 1983 bis 1994 Abgeordneter zum Österreichischen Nationalrat. Er ist der Vater von Gerald C. Stocker.

## Ausbildung und Beruf
Nach dem Besuch der Volksschule besuchte Stocker die Unterstufe eines Realgymnasiums und war danach als Speditionsangestellter tätig. Er trat 1960 in den Dienst der Salzburger Gebietskrankenkasse und stieg 1980 zum Abteilungsleiter auf. Zudem absolvierte er die Sozialakademie der Kammer für Arbeiter und Angestellte für Wien in Mödling.

## Politik
Stocker startete seine politische Karriere 1956 als Jugendfunktionär im Österreichischen Gewerkschaftsbund (ÖGB) und hatte von 1960 bis 1968 die Funktion des Landesobmanns der Salzburger Gewerkschaftsjugend inne. Zugleich war er während dieser Zeit Mitglied des Bundesvorstandes der Österreichischen Gewerkschaftsjugend. Zudem war Stocker Mitglied der ÖGB-Landesexekutive Salzburg und von 1964 bis 1974 Kammerrat der Kammer für Arbeiter und Angestellte für Salzburg, wobei er den Vorsitz im Jugend- und Lehrlingsausschuss führte.
Nach seiner gewerkschaftlichen Tätigkeit war Stocker von 1967 bis 1983 Gemeinderat in Salzburg und von 1980 bis 1983 Mitglied des Stadtsenats. Er hatte innerparteilich verschiedene Funktionen inne und war ab 1990 Bezirksparteivorsitzender der SPÖ Salzburg-Stadt, ab 1978 Mitglied des SPÖ-Landesparteivorstandes, ab 1981 Mitglied der Bundeskontrollkommission der SPÖ sowie ab 1990 Landesparteivorsitzender-Stellvertreter. Stocker vertrat die SPÖ vom 19. Mai 1983 bis zum 6. November 1994 im Nationalrat. 

## Auszeichnungen
- Großes Silbernes Ehrenzeichen für Verdienste um die Republik Österreich